# ベニタケ属
ベニタケ属（ベニタケぞく、学名：Genus Russula Pers. (1797)）は、ベニタケ科に属するキノコの1属。

## 形態
きのこの大きさは大小さまざまで、かさの径5ミリメートル程度、全体の高さ1センチメートル程度の小形種から、かさの径20センチメートルにも達する大形のものまで知られている。ほぼ共通して、成熟するとかさの中央部が大きくくぼみ、あるいは漏斗状に反転する。
かさの色調も多種多様で、紅色系のものが多いのはもちろんであるが、そのほかに白・黒・暗褐色・黄褐色・黄色・橙色・桃色・紫色・緑色などを呈する種が知られ、一つの種の中でもさまざまな変異が見られる。あるいは、一個のかさの中でも、部分的に異なる色調が混ざって認められることも珍しくない。
ひだの密度や、その色調も種によってさまざまで、種レベルの同定において重要な手掛かりとされる。肉の色は、多くのものでは白色であるが、傷つけると変色する種が多数あり、その変色パターンも同定の所見として重視されている。
しばしば強い辛味や苦味を持つことがある。
柄は白色系のものが多いが、時に黄色を帯びるものもあり、部分的にピンク色を呈することもしばしばある。ほとんどのものではつばやつぼを欠いており、柄の内部は海綿状に細かい隙間を生じたり、あるいは完全に中空であることも多い。
胞子は広楕円形ないし類球形で、多くはその表面に微細な網目状隆起やとげ状突起などの紋様を備えている。これらの
紋様は、ヨウ素を含む溶液によって青黒く染まる。なお、胞子紋の色調は白色ないしクリーム色あるいは黄色を呈するものが大半で、ピンク色や濃褐色・黒紫色・黒色などの胞子紋を有する種類は知られていない。

## 生態
特に夏から秋にかけて、林内の地上に生える。樹木の生きた細根の細胞間隙に菌糸を侵入させ、外生菌根と呼ばれる共生体を形成する。
外生菌根を形成する相手となる樹種は、日本を含む北半球温帯以北ではマツ科やブナ科あるいはカバノキ科およびヤナギ科が主である。いっぽう、南半球（および北半球の熱帯域）においては、フタバガキ科や、ナンキョクブナ科あるいはフトモモ科のユーカリ属などとの間で外生菌根を形成する。
上記のような生活様式を持つことから、生育には樹木の生きた細根が必要で、枯れ木上や獣糞上などに発生する種は知られていない。また、一般に培養は難しく、人工栽培も困難である。
なお、一部の種類では、樹木の細根との間に外生菌根を形成する一方で、ギンリョウソウやアキノギンリョウソウなどの腐生植物（無葉緑素植物）との間でモノトロポイド形菌根を作るものが知られている。

## 分布
外生菌根を形成する樹木が分布している地域であれば、熱帯から極地にまで産する。ただし、種ごとの分布域はおおよそ決まっており、全世界に共通して分布する種はむしろ少ない。

## 人間との関連
毒々しい色調のために、古くは毒きのこの代表格のように扱われてきていたが、すべてが有毒であるわけではない。ただし、辛味や苦味が強いものが含まれ、そうでないものも一般に歯切れが悪いために、食用きのことして広く利用されるものは少ない。
中国福建省では永安市などの中部を中心に広く分布しているR. rubra (Krombh.) Bres.を「紅菇」、「正紅菇」、「大朱紅菇」などと称し、スープなどの食用に用いられている。乾燥品も流通しており、味はベニタケ類の中では比較的良いが、それでも食感は良くない。スープに入れると汁に鮮やかな紅色が付く。
ニセクロハツは致命的な有毒種として知られている。ほかにもいくつかの有毒種が含まれているといわれているが、どの種が食用となり、どの種が有毒なのかについては、不明な点も多い。

## 下位分類
同定に際しては、かさの表皮が剥げやすいか否かや、ひだの分岐のパターン、胞子紋の色調、肉に各種の試薬を滴下した時の色調の変化、あるいは発生環境の林相（どんな樹種に菌根を形成しているか）なども重要視されている。もちろん、胞子の形態や大きさ・胞子の表面に形成される紋様のパターンは、同定には必須の形質情報の一つである。さらに、クロマトグラフィーを用いて、かさの表皮に含まれる色素を定性・定量分析する手法なども用いられている。
以下、ロルフ・シンガーが1986年に発表したベニタケ属の属内分類体系に従って、すでに日本国内における分布が確認されている種を列記する。
- ツギハギハツ節（Sect. Pelliculariae）
  - ツギハギハツ（Russula eburneoareolate Hongo）
- シロハツモドキ節（Sect. Delicoarchaeae）
  - シロハツモドキ（Russula japonica Hongo）
- シロハツ節（Sect. Plorantes）
  - シロハツ（Russula delica Fr.）
  - アイバシロハツ（Russula chloroides Kalchbr.）
- アカカバイロタケ節（Sect. Crassotunicatae）
  - アカカバイロタケ（Russula compacta Frost & Peck apud Peck）
- クロハツ節（Sect. Compactae）
  - コゲイロハツタケ（Russula adusta Fr.）
  - シロクロハツ（Russula albonigra (Krombh.) Fr.）
  - クロハツモドキ（Russula densifolia (Secr.)Gill.）
  - クロハツ（Russula nigricans (Bull)Fr.）
  - ニセクロハツ（Russula subnigricans Hongo）
- カレバハツ節（Sect. Pachycystides）
  - カレバハツ（Russula castanopsidis Hongo）
- ススケベニタケ節（Sect. Decolorantes）
  - ススケベニタケ（Russula decolorans Fr.）
  - イロガワリキイロハツ（Russula claroflava Grove）
  - イロガワリベニタケ（Russula rubescens Beardslee）
- クサハツ節（Sect. Ingratae）
  - キツネハツ（Russula earlei Peck）
  - コクサハツ（Russula farnipes Romell in Britz.）
  - クサハツ（Russula foetens Pers.:Fr.）
  - クサハツモドキ（Russula laurocerasi Melzer）
  - イロガワリシロハツ（Russula metachroa Hongo）
  - ヤマブキハツ（Russula ochroleuca Pers.）
  - ニセクサハツ（Russula pectinatoides Peck）
  - オキナクサハツ（Russula senis Imai）
  - キチャハツ（Russula sororia (Fr.)Romell）
- ヤブレベニタケ節（Sect. Rigidae）
  - クサイロハツ（Russula aeruginea Lindbl. in Fr.）
  - ヒビワレシロハツ（Russula alboareolate Hongo）
  - ムラサキカスリタケ（Russula amoena Quél.）
  - ムラサキカスリタケ（Russula aurora (Krombh.) Bres.)
  - ニオイコベニタケ（Russula bella Hongo）
  - ヤブレキチャハツ（Russula crustosa Peck）
  - アオムラサキハツ（Russula cutefracta Cooke）
  - カワリハツ（Russula cyanoxantha(Schaeff.)Fr. f. cyanoxantha）
  - ウグイスタケ（Russula cyanoxantha(Schaeff.)Fr. f. peltereaui Sing.)
  - ブナベニタケ（Russula fagiticola (Meltzer) Lundell)
  - ウコンハツ（Russula flavida Frost in Peck apud. Peck）
  - ウグイスハツ（Russula heterophylla (Fr.) Fr. f. heterophylla）
  - 和名なし（Russula hongoi Sing.）[注 1]
  - ウスムラサキハツ（Russula lilacea Quél.）
  - バライロハツタケ（Russula omiensis Hongo）
  - ヤブレベニタケ（Russula rosacea (Pers.: Fr.) S. F. Gray）
  - コアケボノハツ（Russula uncialis Peck）
  - チギレハツタケ（Russula vesca Fr.）
  - ニシキベニハツ（Russula veternosa Fr.）
  - ケショウハツ（Russula violeipes Quél）
  - アイタケ（Russula virescens(Schaeff.)Fr.）
  - フタイロベニタケ（Russula viridirubrolimbata Ying.））
  - ニオイベニハツ（Russula xerampelina (Schaeffer) Fr.）
  - カシタケ（Russula sp.）
- ドクベニタケ節（Sect. Russula）
  - ムラサキハツ（Russula atropurpurea (Krombh.) Britz.）
  - ニシキタケ（Russula aurea Pers.）
  - ドクベニタケ（Russula emetica(Schaeff.:Fr.)Gray　var. emetica）
  - ススケドクベニタケ（Russula emetica(Schaeff.:Fr.)Gray var. griseascens Bon & Gaugué）
  - アシボソムラサキハツ（Russula gracillima J. Schäff.）
  - コベニタケ（Russula fragilis(Pers.:Fr.)Fr. f. fragilis）
  - シロコベニタケ（Russula fragilis(Pers.:Fr.)Fr. f. nivea (Pers. ex Cooke) J. Shaeff.）
  - ヒナベニタケ（Russula kansaiensis Hongo）
  - ムラサキハツ（Russula krombholtzii Shaffer）
  - ヨヘイジモドキ（Russula melliolens Quél.）[6]
  - コヨヘイジ（Russula nauseosa (Pers.)Fr. f. japonica Hongo）
  - ドクベニダマシ（Russula neoemetica Hongo）
  - コシノムラサキハツ（Russula niigatensis Hongo & Matsuda）
  - クサイロアカネタケ（Russula olivacea(Schaeff.)Fr.）
  - コケイロタケ（Russula olivascens(Pers.)Bres.）
  - シュイロハツ（Russula pseudointegra Arnoult & Goris）
  - ツヤベニアシタケ（Russula rhodopoda Zvara）
  - ウスクレナイタケ（Russula rubra (Lamk.: Fr.) Fr.）
  - チシオハツ（Russula sanguinaria(Schumach.)S.Raushert）